# Valentin Berrio Ochoa
Pour les articles homonymes, voir Berrio et Ochoa.
Valentin Berrio Ochoa (Elorrio, 14 février 1827, Hải Dương, 1er novembre 1861) est un dominicain espagnol martyrisé sous le règne de l'empereur Tự Đức et canonisé par Jean-Paul II en même temps que les autres martyrs du Viêt-Nam le 19 juin 1988.

## Biographie
Il naît à Elorrio en Biscaye. Il est baptisé en l'église paroissiale sous les noms de baptême de Valentin et Faustin. Il entre à dix-huit ans au séminaire de Logroño, mais en 1848, il retourne dans sa famille pour subvenir à leurs besoins. Ensuite il retourne au séminaire où il est ordonné prêtre en 1851. En 1854, il fait sa profession chez les dominicains du couvent d'Ocaña près de Tolède.
Il est destiné aux missions d'Asie en 1856. Il prend le bateau où il arrive après un long voyage à Manille, capitale de la colonie espagnole des Philippines. Il est envoyé au Tonkin, alors que l'empereur Tự Đức a publié des édits de persécution des chrétiens et de condamnation à mort des missionnaires.
Le vicaire apostolique Joseph-Marie Diaz Sanjurjo et un de ses catéchistes tonkinois viennent d'être décapités, tandis que les églises et les écoles faites de paillottes sont détruites.
Le 25 décembre 1857, Valentin Berrio Ochoa est nommé par le Saint-Siège évêque in partibus de Centuria et coadjuteur du nouveau vicaire apostolique du Tonkin central, Mgr Melchior Garcia Sampedro. Lorsque ce dernier est à son tour martyrisé, le 28 juillet 1858, Valentin Berrio Ochoa lui succède.
Il tente d'assurer son ministère dans la région de Bùi Chu pendant trois années extrêmement difficiles, jusqu'en 1861, où dénoncé, il est arrêté le 20 octobre et emprisonné.
Valentin Berrio Ochoa est transféré à la capitale de la province de Hải Dương où il subit des interrogatoires et la torture. Ayant refusé d'abjurer la foi chrétienne, il est condamné à la peine de mort.
Il est décapité le jour de la Toussaint 1861, avec ses confrères Jérôme Hermosilla et Pierre Almató. Ses restes ont été transférés en 1886 au Pays basque à Elorrio où ils reposent à l'église paroissiale.
Valentin Berrio Ochoa est déclaré bienheureux par Pie X le 20 mai 1906 et canonisé par Jean-Paul II avec cent-seize autres martyrs du Viêt Nam le 19 juin 1988.